# Green Tower (Santa Cruz)
Green Tower (Santa Cruz) es un edificio con 2 torres de uso mixto (una residencial y otra corporativa) situado en la exclusiva zona de Equipetrol en la ciudad de Santa Cruz de la Sierra, Bolivia. Cuentan con alturas de 140 m con 33 plantas (Torre 1) y 130 m con 30 plantas (Torre 2), es el edificio más alto de Santa Cruz y el más moderno y tecnológico de Bolivia. Fue impulsado por el empresario boliviano Samuel Doria Medina, a través de la Compañía de Inversiones Comversa. A igual que Green Tower de La Paz fue diseñado por el arquitecto boliviano Gustavo Dellien, comenzó en 2019 y se inauguró en 2024.El edificio tiene una superficie total de 100,000 metros cuadrados construidos sobre 7 300 metros cuadrados, también cuenta con amenities de clases mundial y las áreas sociales más grandes de Bolivia. En la torre residencial tiene una gran piscina panorámica “ beach-borderless” con servicio de restaurante - bar, además de sauna, churrasqueras y salones sociales. Por otra parte, en la torre corporativa cuenta con un auditorio de primer nivel, con butacas, pantalla y sistema de sonido; 3 salas de reuniones y una sala para conferencia.
En sus instalaciones también cuenta con los restaurantes más emblemáticos de la ciudad (Caudilla by El Arriero, Jardín de Asia, Bravissimo, Inés España, Burger King), el gimnasio Sportmotion y Cielo Bar, el primer bar 360° del país y el punto más alto de la ciudad.  De igual manera, en sus instalaciones se encuentra el banco BCP con su café BCP by Larome. 